# Fakulteta za naravoslovje in matematiko v Mariboru
Fakulteta za naravoslovje in matematiko (kratica: FNM) je članica Univerze v Mariboru. Oddelki fakultete v okviru Univerze v Mariboru delujejo že vse od vzpostavitve visokošolskega študija v Mariboru v letu 1960, saj je nastala leta 2006 z razdelitvijo Pedagoške fakultete, ki je bila ustanovna članica Univerze v Mariboru. Trenutni dekan je prof. dr. Iztok Banič.
FNM je na študijskih področjih Fizika&Astronomija (2017) ter Matematika (2018) po svetovni lestvici World University Rankings uvrščena med prvih 400 na svetu.
Na fakulteti delujejo oddelki za biologijo, fiziko, matematiko in računalništvo ter tehniko. Izvaja 14 študijskih programov na vseh treh bolonjskih stopnjah. FNM je v študijskem letu 2017/18, kot prva v Sloveniji, začela izvajati enovit magistrski študij pedagoške smeri.

## Študijski programi

### Dodiplomski

#### Univerzitetni nepedagoški študijski programi 1. stopnje
- Biologija
- Ekologija z naravovarstvom
- Fizika
- Matematika

#### Pedagoški študijski programi - Enoviti (5-letni) magistrski študijski program Predmetni učitelj (dvopredmetne usmeritve)
- Izobraževalna biologija
- Izobraževalna fizika
- Izobraževalna kemija
- Izobraževalna matematika
- Izobraževalno računalništvo
- Izobraževalna tehnika

### Podiplomski

#### Bolonjski študijski programi 2. stopnje (magistrski)
- Biologija in ekologija z naravovarstvom
- Matematika
- Fizika

#### Pedagoški bolonjski študijski programi 2. stopnje (magistrski)
Enopredmetni pedagoški študijski programi 2. stopnje:
- Izobraževalna matematika – enopredmetni
- Izobraževalna tehnika – enopredmetni

#### Študijski programi 3. stopnje (doktorski)
4-letni študijski programi 3. stopnje (doktorska šola)
- Ekološke znanosti
- Fizika
- Matematika
- Tehnika – področje izobraževanja

## Oddelki FNM[1]
- Oddelek za biologijo
- Oddelek za fiziko
- Oddelek za kemijo
- Oddelek za matematiko in računalništvo
- Oddelek za tehniko

## Pedagoške in znanstveno-raziskovalne enote FNM[2]
- Oddelek za matematiko in računalništvo
- Oddelek za fiziko
- Oddelek za biologijo
- Oddelek za tehniko
- Katedra za skupne pedagoško – psihološke predmete
- Inštitut oddelka za matematiko in računalništvo
- Inštitut za biologijo, ekologijo in varstvo narave
- Inštitut za fiziko
- Inštitut za sodobne tehnologije

## Center za vseživljenjsko učenje
Programi za izpopolnjevanje izobrazbe: Poučevanje predmeta Naravoslovje v 6. in 7. razredu osnovne šole

## Dekani
- Mitja Slavinec 2015—2021
- Blaž Zmazek 2022 —